# Beestjes (stripreeks)
Beestjes is een Nederlandse gagstrip die wordt geschreven en getekend door Schwantz, een pseudoniem van striptekenaar Hans Klaver. Nadat Klaver in 2007 de stripwedstrijd 'Sp!ts stript' won, verscheen de strip dagelijks in het gratis dagblad Sp!ts  en nadat dit dagblad was opgeheven in de gratis krant Metro. De strip wordt ook uitgegeven in albums, aanvankelijk door uitgeverij Oog & Blik en later door Silvester, Strip2000  en uitgeverij Syndikaat.

## Albums
Deel 3 zou uitgebracht worden door Silvester als een ingekleurde bundeling van de zwartwitte delen 1 en 2 maar dit was niet voltooid voor de wisseling naar Strip2000.